# 樽見鉄道オハフ500形客車
樽見鉄道オハフ500形客車 （たるみてつどうオハフ500がたきゃくしゃ）は、日本国有鉄道（国鉄）オハフ33形客車4両を譲受し、1984年（昭和59年）から1992年（平成4年）まで使用された樽見鉄道の客車である。

## 概要
1984年（昭和59年）10月に国鉄樽見線を第三セクターに転換して開業した樽見鉄道が開業に際し、ラッシュ時の輸送力確保用に2両を導入した。車体外部は樽見鉄道のレールバスと同じブルーを基調としたもので登場したが、1988年（昭和63年）4月には茶色に変更されている。車内では入線時に一部の座席が撤去されて石油ストーブが搭載されている。1989年（平成元年）3月に2両が増備されたが、翌1990年（平成2年）3月にはオハフ800形に代替されて3両が廃車、1992年（平成4年）3月に残りの1両が廃車されて形式消滅した。

## 車体
20 m級の車体両端に出入台をもち、出入台には内開き式の開き戸がある標準的な国鉄客車の形態である。片側の出入台の直近に便所・洗面所、反対側の出入台の直近に車掌室がある。扉間には1,000 mm幅の1枚上昇式窓10組と、便所・洗面所、車掌室部分には700 mm幅の窓を備える。国鉄時代は客室内にシートピッチ1,465 mmの4人掛けボックスシート10組が備えられていたが、樽見鉄道では一部が撤去されている。
国鉄オハフ33形は製造が第二次世界大戦を挟んだ長期にわたり、戦前製と戦後製で形態が異なるうえ、オハ35形を緩急車化改造した車両も含めてさまざまな形態の車両が存在した。樽見鉄道の4両のうち、オハフ503（オハフ33 110）、504（オハフ33 112）は戦前製で、戦前製オハフ33の標準的形態である丸みを帯びた妻面、出入台付近から車端にかけて長桁が曲線を描き、屋根高さが徐々に低くなるいわゆる丸屋根、屋根はキャンバス張り、車体はリベット構造である。オハフ501（オハフ33 354）、502（オハフ33 1527）は戦後製で、オハフ501は戦後製オハフ33の標準的形態である折妻、車端部車体幅絞りなし、鋼製屋根、オハフ502は戦後製オハ35を緩急車化したもので、戦後製オハ35の標準形態のひとつである、車端部車体幅絞りあり、キャンバス張り屋根である。オハ35を緩急車化したオハフ33には車掌室窓を原形の1,000 mmのままとしたものと、オハフ33として製造された車両と同じ700 mm幅に改造したものがあるが、オハフ502は700 mm幅となっている。
樽見鉄道では1984年（昭和59年）入線のオハフ501、502の外部をレールバスと同じブルーをベースに樽見鉄道の頭文字であるTを図案化した赤と白のストライプが窓下に描かれたものとしたが、1988年（昭和63年）4月には茶色に窓下に赤帯を巻いたものに変更している。
牽引機であるTDE10形には暖房用の蒸気発生装置がなかったため、2か所の客席を撤去して石油ストーブが搭載された。

## 走行装置

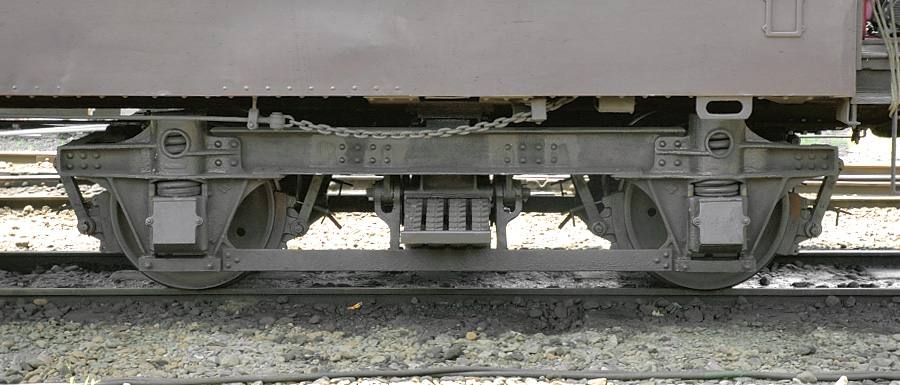
TR23形台車

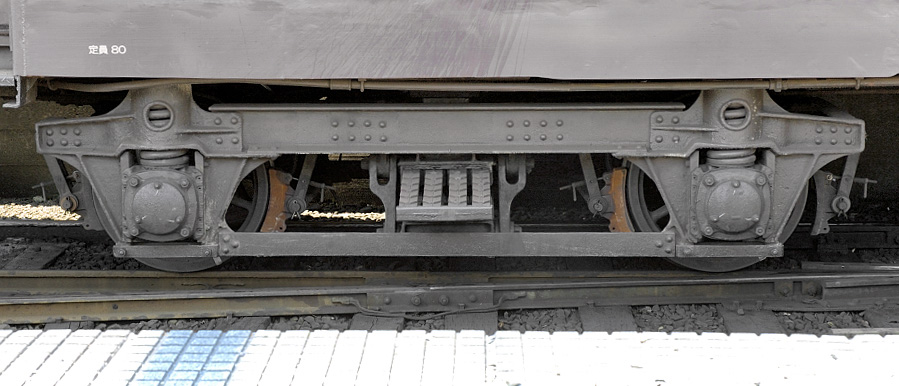
TR34形台車

戦前製の2両はTR23形台車、戦後製の2両はTR34形台車を装備する。両者は基本的に同型だが、TR34では軸受がころ軸受けに変更されている。制動装置はA動作弁を車体側に備えたAVブレーキ装置で、リンク機構によって台車に備えられたブレーキ装置を制御する。

## 車歴
| 形式     | 車両番号 | 製造       | 製造所     | 台車 | 1941年改番前番号 | 1941年改番後番号 | 改造後番号    | 改造       | 国鉄廃車  | 樽見入籍  | 樽見廃車  |
| -------- | -------- | ---------- | ---------- | ---- | ---------------- | ---------------- | ------------- | ---------- | --------- | --------- | --------- |
| オハフ50 | 501      | 1947年12月 | 新潟鐵工所 | TR34 | -                | オハフ33 354     | -             | -          | 1984年8月 | 1984年8月 | 1990年3月 |
| オハフ50 | 502      | 1947年3月  | 日立製作所 | TR34 | -                | オハ35 1042      | オハフ33 1527 | 1964年12月 | 1984年9月 | 1984年9月 | 1990年3月 |
| オハフ50 | 503      | 1939年10月 | 川崎車輛   | TR23 | スハフ34829      | オハフ33 110     | -             | -          | 1987年2月 | 1989年3月 | 1990年3月 |
| オハフ50 | 504      | 1939年10月 | 川崎車輛   | TR23 | スハフ34831      | オハフ33 112     | -             | -          | 1987年2月 | 1989年3月 | 1992年3月 |

## 運用
1984年（昭和59年）10月6日の樽見鉄道開業に備えてオハフ501、502の2両が国鉄から購入され、ラッシュ時の旅客列車1往復に使用された。1989年（平成元年）3月には神海駅 - 樽見駅間が延伸開業し、樽見駅近隣の淡墨桜見物客の輸送のためうすずみ1形2両が登場、これと組んで5両編成の観光列車を編成するため日本国有鉄道清算事業団からオハフ33形2両が購入されてオハフ503、504となった。翌1990年（平成2年）には四国旅客鉄道からオハフ50形3両、東海旅客鉄道（JR東海）から12系客車4両を購入、オハフ500形3両が廃車された。1992年（平成4年）にJR東海からスハフ12を1両追加で購入、オハフ500形の最後の1両が廃車され、形式消滅した。オハフ504は廃車後本巣駅付近に保存されたが、のちに解体されている。オハフ502は谷汲口駅に保存されている。

### 書籍
- 日本国有鉄道工作局・車両設計事務所『100年の国鉄車両（1）』交友社、1975年。
- 『国鉄車両一覧』ジェイティービー、1986年。ISBN 4533044468。

### 雑誌記事
- 『鉄道ピクトリアル』通巻448号「新車年鑑1985年版」（1985年5月・電気車研究会）
  - 藤井 信夫、大幡 哲海、岸上 明彦「各社別車両情勢」 pp. 66-75
  - 樽見鉄道（株）運輸部次長兼機関区長 大橋 邦典「樽見鉄道 ハイモ180-100形・ハイモ180-200形」 pp. 98-99
  - 「民鉄車両諸元表」 pp. 142-143
  - 「竣工月日表」 pp. 144-145

- 『鉄道ピクトリアル』通巻512号「新車年鑑1989年版」（1989年5月・電気車研究会）
  - 藤井 信夫・大幡 哲海・岸上 明彦「各社別車両情勢」 pp. 93-123

- 『鉄道ピクトリアル』通巻534号「新車年鑑1990年版」（1990年10月・電気車研究会）
  - 藤井 信夫・大幡 哲海・岸上 明彦「各社別車両情勢」 pp. 68-72
  - 樽見鉄道（株）技術部長 大橋 邦典「樽見鉄道 うすずみ1形」 pp. 180-197
  - 藤井 信夫・大幡 哲海・岸上 明彦「各社別車両情勢」 pp. 180-197
  - 「1990年度車両動向」 pp. 287-302

- 『鉄道ピクトリアル』通巻582号「新車年鑑1992年版」（1992年5月・電気車研究会）
  - 藤井信夫、大幡哲海、岸上明彦「各社別車両情勢」 pp. 96-110
  - 「1991年度車両動向」 pp. 184-209

- 『鉄道ピクトリアル』通巻748号【特集】オハ35系(I)（2004年7月・電気車研究会）
  - 岡田 誠一、藤田 吾郎、服部 朗宏「星晃氏に聞く戦後の旅客車設計」 pp. 10-23
  - 藤田 吾郎「オハ35系形式集 寝台車・座席車・郵便荷物合造車編」 pp. 25-39
  - 岡田 誠一「オハ35系客車のあゆみ（前編）」 pp. 49-70
  - 葛 英一・藤田 吾郎「オハ35系客車 車歴表（前編）」 pp. 73-90

- 『鉄道ピクトリアル』通巻749号【特集】オハ35系(II)（2004年8月・電気車研究会）
  - 岡田 誠一「オハ35系客車のあゆみ（後編）」 pp. 10-26
  - 葛 英一・藤田 吾郎「オハ35系客車 車歴表（後編）」 pp. 54-73